# Homotoma altissimae
Homotoma altissimae är en insektsart som först beskrevs av Yang och Li 1984.  Homotoma altissimae ingår i släktet Homotoma och familjen Homotomidae. Inga underarter finns listade i Catalogue of Life.